# Jean-Charles Capon
Jean-Charles Capon (* 29. Juli 1936 in Vichy; † 22. August 2011) war ein französischer Jazz-Cellist. Er ist der erste Europäer, der sich im Jazzbereich dem Cello zuwandte und galt lange als „der am besten ausgebildete Vertreter seines Metiers.“

## Leben und Wirken
Capon ist der Sohn eines Kontrabass-Professors und studierte ab 16 Jahren Cello, unter anderem bei Paul Tortelier. Daneben begleitete er, zunächst am Kontrabass, in Jazzclubs Musiker wie Bill Coleman und Albert Nicholas. 1962 gründete er seine erste Jazzband und 1969 mit dem Cembalisten Georges Rabol und dem Schlagzeuger Philippe Combelle das Baroque Jazz Trio. Später leitete er das L´Original Quartet (u. a. mit Régis Huby). Seit 1968 arbeitete er mit dem Musiker Jef Gilson zusammen und trat in dessen Orchestre Europamerica auch auf dem Moers Festival auf. Als Studiomusiker trug er zu Georges Moustakis Album Déclaration bei. 1978 spielte er im Duo mit dem Saxophonisten David S. Ware (From Silence to Music). Er arbeitete auch mit dem Gitarristen Christian Escoudé, zum Beispiel im Duo auf den Donaueschinger Musiktagen 1978. Mit Didier Lockwood und Henri Texier wirkte er im Trio a Cordes (Album A cordes et à cris 1979). 1984 trat er mit Richard Galliano auf dem Festival International de Jazz de Montréal auf. In den 1990er Jahren wirkte er als Musiker bei Filmmusiken mit, so bei Daddy Nostalgie (1990, Regie: Bertrand Tavernier) und Le mariage forcé (1990).

## Diskographie (Auswahl)
- Baroque Jazz Trio mit George Rabol und Philippe Combelle, 1970
- L'Univers-Solitude, 1972
- Jean-Charles Capon / Philippe Maté / Butch Morris / Serge Rahoerson (ohne Titel), 1977
- Christian Escoudé & Jean-Charles CaponGousti mit Christian Escoudé, 1980
- Richard Galliano, Jean-Charles Capon, Gilles Perrin Blue Rondo à la Turk, 1982
- Richard Galliano / Jean-Charles Capon Blues sur Seine, 1992
- Acoustic Trio Paris ma Muse mit Christian Escoudé und Pierre Bossaquet, 2003

## Lexikalische Einträge
- Philippe Carles, André Clergeat, Jean-Louis Comolli: Nouvelle dictionnaire du jazz. Paris 2011; ISBN 9782221-115923
- Martin Kunzler: Jazz-Lexikon. Band 1: A–L (= rororo-Sachbuch. Bd. 16512). 2. Auflage. Rowohlt, Reinbek bei Hamburg 2004, ISBN 3-499-16512-0.